# 하구로촌 (아이치현)
하구로촌(羽黒村)은 아이치현 니와군에 설치되었던 촌이다. 현재의 이누야마시 남부에 해당한다.